# Tornieria
Tornieria is een geslacht van plantenetende sauropode dinosauriërs, dat tijdens het late Jura Leefde in het gebied van het huidige Afrika.

## Vondst en naamgeving
Tijdens de grote Duitse paleontologische expeditie naar de Tendaguruformatie in Duits-Oost-Afrika werden verschillende soorten sauropoden opgegraven. Twee daarvan, "Skelet A" en "Skelet B" door hem in 1907 ontdekt in dezelfde groeve, werden in 1908 door Eberhard Fraas benoemd onder de naam Gigantosaurus: Gigantosaurus africanus en een Gigantosaurus robustus. Fraas wist wel dat de naam  al bezet was door een niet-verwante Engelse sauropode, Gigantosaurus megalonyx, maar omdat die aan andere geslachten gelijkgesteld was, nam hij door een onbekendheid met de naamgevingsregels aan dat de naam werd beschikbaar was — het lag dus niet in zijn bedoeling om twee nieuwe soorten te benoemen binnen het Engelse geslacht. In 1911 herstelde Richard Sternfeld de fout en gaf beide soorten een nieuwe geslachtsnaam: Tornieria, die de Duitse herpetoloog Gustav Tornier eerde.
Ernst Stromer hernoemde Gigantosaurus dixeyi Haughton 1928, nog een Afrikaanse vorm die ten onrechte de naam "Gigantosaurus" kreeg, in een Tornieria dixeyi; deze soort is later hernoemd in Malawisaurus.
In 1922 herzag Werner Janensch het sauropode materiaal. Hij besloot T. africana bij het Amerikaanse geslacht Barosaurus onder te brengen, als een Barosaurus africanus. In 1961 benoemde hij voor een gedeelte van het Afrikaanse materiaal, wat slankere ledematen, nog een variëteit van Barosaurus: Barosaurus africanus var. gracilis, die door John McIntosh in 1980 tot een volle soort Barosaurus gracilis werd gepromoveerd. Tornieria africana was de typesoort geweest van het geslacht Tornieria. Dat betekende dat ook de geslachtsnaam van Tornieria robusta niet meer geldig was. In 1991 kreeg de soort van Rupert Wild een eigen geslacht: Janenschia, dat vermoedelijk niet nauw aan Tornieria africana verwant was.
Latere onderzoekers echter, wilden toch een onderscheid handhaven tussen de Amerikaanse en Afrikaanse vormen en bleven spreken van een Tornieria africana. Dit is begin eenentwintigste eeuw de norm geworden na een grote revisie door Kristian Remes uit 2006. Analoog had men het op den duur ook over een Tornieria gracilis, een naam die George Olshevsky in 1992 voor het eerst combineerde. Volgens Remes echter is dit een nomen nudum daar McIntosh geen holotype aanwees en ook geen diagnostische beschrijving gaf.
Het typespecimen van Tornieria africana bestaat uit een reeks syntypen, SMNS 12141a, 12145a, 12143, 12140, 12142, die gevonden zijn in Groeve A van de Tendaguru, in lagen van de obere Dinosauriermergel die dateren uit het Tithonien. Het betreft botten van de postcrania, de delen achter de schedel: SMNS 12141a is het wervellichaam van de tweede staartwervel;
SMNS 12145a is een ribfragment; SMNS 12143 is een rechterzitbeen;
SMNS 12140 is een rechterdijbeen en SMNS 12142 is een rechterkuitbeen. Daarnaast wees Janensch nog 630 andere fragmenten van in totaal niet minder dan 56 individuen aan de soort toe. Na de bombardementen tijdens de Tweede Wereldoorlog zijn er daarvan nog 188 over. Remes durfde in 2006 echter slechts twee gedeeltelijke skeletten als zeker behorend tot de soort beschouwen: het oorspronkelijke Skelet A, waartoe nog wat meer botten behoren dan de syntypen, en een "Skelet k" dat ook wat schedelelementen omvat. Daarnaast werd nog een reeks staartwervels door hem toegewezen.

## Beschrijving
Tornieria is een grote sauropode met een lichaamslengte van 25 meter; het grootste bekende dijbeen heeft een lengte van 138 centimeter. De nek was vermoedelijk nog eens extra lang omdat de soort, net als Barosaurus, bijzonder langwerpige halswervels heeft. Ook een overeenkomst met Barosaurus vormen de vrij lange voorpoten; de sterk aflopende rug als bij Diplodocus ontbreekt dus. Tornieria wijkt van beide verwanten af door een meer oorspronkelijke, plesiomorfe, bouw van de achterpoten, met een tamelijk kort onderbeen.
Onderscheidende kenmerken van Tornieria zijn, volgens Remes: de voorhoofdsbeenderen zijn langwerpig en maken de totale bovenrand van de oogkas uit; het prefrontale is klein met een kort achterste uitsteeksel; de halswervels zijn langwerpig, 5,4 keer zo lang als breed; de voorste staartwervels hebben een uitgeholde onderkant, zijn relatief lang vergeleken met Diplodocus met de pleurocoelen gelegen in het bovenste derde deel van het wervellichaam; de zijuitsteeksels van de voorste staartwervels zijn tamelijk ver naar achteren gelegen, op dezelfde hoogte als de bovenrand van het midden van het gewrichtsvlak; de doornuitsteeksels van de staartwervels hebben geen zijuitsteeksels en zijn niet gevorkt; het schouderblad is bovenaan niet verbreed; de ellepijp heeft een opvallend achterste uitsteeksel en een kort middelste uitsteeksel; de schacht van het zitbeen is robuust vergeleken met Diplodocus; de normale driehoekige verruwing op het midden van de bovenkant van het kuitbeen ontbreekt volledig; het onderbeen is robuust met een lengte van 64% van het bovenbeen.
In 2015 gaf een uitgebreide studie naar de Diplodocidae een vervangende lijst van autapomorfieën, unieke afgeleide eigenschappen, daar de diagnose van Remes in feite bestond uit kenmerken die door bepaalde verwanten gedeeld worden. Bij de middelste en achterste halswervels hebben de wervelbogen waarop de richel tussen het wervellichaam en het voorste gewrichtsuitsteeksel aan de bovenzijde gesplitst is, zodanig dat een binnenste en buitenste richel ontstaat, waarbij de binnenste richel verbonden is met de richel tussen de gepaarde voorste gewrichtsuitsteeksels, niet met het voorste gewrichtsuitsteeksel aan zijn zijde. Bij de voorste ruggenwervels bevindt zich een brede en afgeronde uitholling overdwars onder de verbredingen op de middelste hoogte van de takken van de gevorkte doornuitsteeksels. Het borstbeen heeft een rechte achterrand. De lengte van het raakvlak tussen het schaambeen en het zitbeen bedraagt minstens anderhalfmaal de lengte, van voor naar achter gemeten, van het voetstuk van het zitbeen voor het contact met het schaambeen. De gewrichtsknobbels aan de onderkant van het dijbeen steken uit vóór de dijbeenschacht.

## Fylogenie
Tornieria is door Remes in de Diplodocinae geplaatst als zustertaxon van een klade die bestaat uit Diplodocus en Barosaurus. Dat diplodocinen indertijd vrij zeldzaam waren in Afrika — in 2007 werd nog Australodocus benoemd — terwijl ze in Noord-Amerika een belangrijk deel van de fauna vormden, ziet Remes als een mogelijke aanwijzing dat Gondwana zich van Laurasia gesplitst had.